# Литас (царь ихнов)
Литас, Литос — царь фракийского племени ихнов, известный только по монетам.
О царе фракийского племени ихнов Литасе известно лишь из обнаруженного с его именем нумизматического материала, датируемого концом VI – началом V веков до н. э. Сами жившие к востоку от Стримона у Керкинитского озера ихны также не упоминаются в античных источниках. На аверсе монет Литаса изображён идущий между двумя ведомыми им быками обнажённый мужчина в шляпе. На реверсе – колесо с четырьмя спицами в квадратиум инкузум. Как отметила Т. Д. Златковская, монеты с именем ΛΙΤА совпадают по типам аверса и реверса, стилю изображения, размерам и весу с монетами с надписью ΙΧΝΑΙΟΝ или ΙΧΝΑΙΩΝ (Ίχναίων ). По замечанию советской исследовательницы, и те и другие вводились в обращение в одно время – очевидно, что не было разницы, от имени племени или царя их выпускать. Эта особенность ранней монетной чеканки у южных фракийцев является уникальной в истории. Видимо, в этот переходный период развития общества власть народа не противопоставлялась власти царя, мало отличавшегося от племенного вождя. Аналогично, возможно, распределялись и иные функции управления.